# Ајет
Ајет  (арап. آية) је арапска реч за знак или чудо, заједничког етимолошког порекла са хебрејским от (хебр. אות), у значењу знак. Ајет се обично користи да означи било који од 6236 стихова  из Курана (6348 ајета, ако се броје и бисмиле). Муслимани сваки од ајета сматрају знаком од Алаха. Реч ајет користе и хришћани у земљама са јаким утицајем арапског језика, на пример у Индонезији.
Број стиха у симболу се налази на крају сваког стиха. Овај симбол је ۝, крај ајета. Његов Јуникод број је  а ۝۝۝۝ означава крај суре.